# Halo: Combat Evolved
Halo: Combat Evolved (tudi Halo) je prva igra trilogije videoiger Halo, v Evropi izdana 14. novembra 2001 in tudi 10. 10. 2003 za PC. Zgodba opisuje bitko za Inštalacijo 04, obroč, ki so ga ustvarili Predhodniki. 

## Zgodba
Zgodba se prične na vesoljski ladji Steber Jeseni (Pillar of Autumn), ki z redkimi preživelimi beži iz zadnje zemeljske kolonije, Reach, ki je bila uničena v napadu Zaveze, in ji sledi sovražno ladjevje. Na krovu je tudi Master Chief, kibernetsko izpopolnjen vojak. Ženska umetna inteligenca Cortana iz starodavnih hieroglifov dešifrira naključne koordinate, proti katerim ladja odrine, da zasledovalcem ne bi izdala poti do Zemlje. Steber jeseni prispe k nepomembnemu obroču, Inštalaciji 04, ki ga je zgradila mitološka rasa, Predhodniki. Zaveza dohiti Steber Jeseni in ga napade. Master Chief se na ukaz poveljnika ladje, stotnika Keyesa, zbudi iz krio spanca in se s Cortano evakuacira na Inštalacijo 04, medtem ko se hudo poškodovani Steber Jeseni zruši na površino obroča, kjer Zaveza po nesreči osvobodi parazitsko raso, imenovano Poplava. Parazit se neustavljivo širi, zato ga Master Chief poskuša uničiti. 343 Guilty Spark, robotski skrbnik Inštalacije 04, ga prepriča v aktivacijo obrambnih sistemov, ki naj bi Poplavo uničili. Cortana aktivacijo prepreči in razkrije, da bi obrambni sistemi obroča uničili vse zavedno življenje v krogu 2500 svetlobnih let in tako Poplavo izstradali. Master Chief s Cortano nato vstopi v ruševine Stebra Jeseni in pregreje fuzijski reaktor, nakar s prestreznikom pobegne z obroča tik pred njegovim uničenjem.

## Igranje
Halo: Combat Evolved vključuje človeška orožja, polnjena s strelivom in zavezniška, ki so plazmična in polnjena z reaktorjem. Vseh vrst osebnega orožja je sedem: 5 človeških (pištola (Magnum), brzostrelka (Assault Rifle), šibrovka, raketomet, ostrostrelka) in 3 zavezniška (plazemska pištola, Needler (Ni prevoda) in plazemska puška). Hkrati je mogoče nositi dve vrsti orožja in granate, ki so fragmentacijske ali plazmične. Fragmentacijske granate povzročijo eksplozijo, medtem ko se plazemske poleg tega tudi prilepijo na sovražnika in so zato veliko bolj učinkovite. Obstajajo še zavezniška orožja, ki se ob smrti nosilca samouničijo in jih ni mogoče uporabljati (npr. Plazemski Top/Raketomet). Medtem, ko se pri človeških orožjih menjava le strelivo, je ob izpraznjenju reaktorja pri plazmičnih treba zamenjati celotno orožje.
Igralec ima možnost uporabe dveh človeških vozil, bradavičaste svinje, ki je dvosedežno oklepno vozilo ter škorpijona, ki je težki tank, kot tudi dveh zavezniških vozil, duha, ki je lebdeče vozilo z dvema plazemskema topoma in bansheeja, ki je leteče vozilo s plazma topovi ter plazma raketami.
V večigralskem načinu se lahko igralci pomerijo na 16 različnih območjih. Orožja so enaka kot pri enoigralskem.

## Halo: CE Anniversary
Halo: Combat Evolved je na svojo 10. obletnico dobila grafično prenovo. Ob nakupu različice Halo: CE Anniversary dobi kupec tudi razširitev (DLC) za Halo: Reach.